# Anabate rubigineux
Clibanornis rubiginosus
Espèce
Répartition géographique
Statut de conservation UICN

 LC  : Préoccupation mineure
L‘Anabate rubigineux (Clibanornis rubiginosus) est une espèce de passereaux de la famille des Furnariidae.

## Répartition et sos-espèces
Selon la classification de référence du Congrès ornithologique international (14.2, 2024) :
- C. r. guerrerensis (Savin & Godman, 1891) — Sierra Madre del Sur
- C. r. rubiginosus (Sclater, 1857) — Sierra Madre orientale
- C. r. veraepacis (Salvin & Godman, 1891) — Amérique centrale
- C. r. fumosus (Salvin & Godman, 1891) — cordillère de Talamanca
- C. r. saturatus (Chapman, 1915) — région du Darién
- C. r. sasaimae (Meyer de Schauensee, 1947) — versant ouest de la cordillère Orientale (Colombie), surplombant le río Magdalena
- C. r. nigricauda (Hartert, 1898) — Tumbes-Chocó-Magdalena
- C. r. venezuelanus (Zimmer & Phelps, 1947) — tepuys
- C. r. cinnamomeigula (Hellmayr, 1905) — cordillère Orientale (Colombie)
- C. r. caquetae (Meyer de Schauensee, 1947) — cordillère Orientale
- C. r. brunnescens (Berlioz, 1927) — cordillère Orientale (Équateur)
- C. r. watkinsi (Hellmayr, 1912) — cordillère Orientale (Andes centrales)
- C. r. obscurus (Pelzeln, 1859) — plateau des Guyanes

C. r. obscurus est la plus petite et cramoisie des treize sous-espèces.